# 1 nanòmetre
| Tecnologia | Any   |
| 10 um      | 1971  |
| 6 um       | 1974  |
| 3 um       | 1977  |
| 1,5 um     | 1982  |
| 1 um       | 1985  |
| 800 nm     | 1989  |
| 600 nm     | 1994  |
| 350 nm     | 1995  |
| 250 nm     | 1997  |
| 180 nm     | 1999  |
| 130 nm     | 2001  |
| 90 nm      | 2004  |
| 65 nm      | 2006  |
| 45 nm      | 2008  |
| 32 nm      | 2010  |
| 22 nm      | 2012  |
| 14 nm      | 2014  |
| 10 nm      | 2017  |
| 7 nm       | 2018  |
| 5 nm       | 2019  |
| 3 nm       | ~2021 |
| 2 nm       | ~2023 |
| 1 mm       | ~2027 |

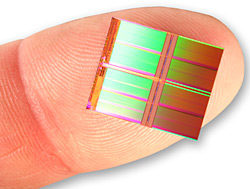

En la fabricació de semiconductors, el "procés d'1 nm" representa la següent fita significativa en l'escala de MOSFET (transistor d'efecte de camp d'òxid metàl·lic i semiconductor), succeint al node de procés "2 nm". Continua la tendència de la indústria de la miniaturització en la tecnologia de circuits integrats (IC), que ha estat essencial per millorar el rendiment, augmentar la densitat de transistors i reduir el consum d'energia.
El terme "1 nanòmetre" no té cap relació amb cap característica física real (com ara la longitud de la porta, el pas metàl·lic o el pas de la porta) dels transistors. Segons les projeccions contingudes a l'actualització de 2021 del full de ruta internacional per a dispositius i sistemes publicada per l'Institut d'Enginyers Elèctrics i Electrònics (IEEE), s'espera que una "etiqueta de rang de nodes d'1 nm" tingui un pas de la porta de contacte de 42 nanòmetres i un pas de metall més ajustat de 16 nanòmetres. S'espera que els primers xips d'1 nm estaran disponibles el 2027.

## Història
El 2008, investigadors del Regne Unit van fabricar transistors d'un àtom de gruix i deu àtoms d'amplada. Van ser tallats a partir de grafè, predit per alguns per eliminar el silici com a base de la futura informàtica. El grafè és un material fet de làmines planes de carboni en una disposició de bresca i és un dels principals candidats. Un equip de la Universitat de Manchester, Regne Unit, el va utilitzar per fabricar alguns dels transistors més petits que s'han fet mai: els dispositius d'1 nm contenen només uns quants anells de carboni.
El 2016, els investigadors del Berkeley Lab van crear un transistor amb una porta d'1 nanòmetre que funcionava. El transistor d'efecte de camp va utilitzar MoS2 com a material del canal, mentre que es va utilitzar un nanotub de carboni per invertir el canal. La longitud efectiva del canal és d'aproximadament 1 nm. No obstant això, el desguàs al pas de la font era molt més gran, amb una mida de micròmetres.

## Terminologia i característiques físiques
El terme "1 nanòmetre" en aquest context no correspon a cap mesura física directa o característica dels transistors, com ara la longitud de la porta, el pas metàl·lic o el pas de la porta. En canvi, serveix com a designació de màrqueting o "etiqueta de rang de nodes" que s'utilitza per representar una generació específica de tecnologia de semiconductors.
Segons el Full de ruta internacional per a dispositius i sistemes (IRDS) de 2021, publicat per l'Institut d'Enginyers Elèctrics i Electrònics (IEEE), es preveu que un node "1 nm" tingui:
- Pas de la porta de contacte: 42 nanòmetres
- Pas de metall més ajustat: 16 nanòmetres

Aquests valors posen de manifest la divergència contínua entre la denominació dels nodes de procés i les dimensions reals dels transistors que descriuen.

## Avenços esperats
El node de procés d'1 nm probablement es basarà en materials avançats i noves arquitectures de transistors per superar els reptes físics i econòmics associats a l'escala continuada. Les tecnologies previstes per formar part d'aquesta generació inclouen:
- FET Gate-All-Around (GAA): un perfeccionament de la tecnologia FinFET, que permet un millor control electroestàtic i escalabilitat.
- Materials 2D: es poden utilitzar materials ultra prims, com ara el grafè o els dicalcogenurs de metalls de transició, per a les capes de canal per aconseguir un rendiment més elevat a dimensions reduïdes.
- Litografia ultraviolada extrema (EUV): més avenços en la litografia EUV per crear patrons més petits i més precisos en hòsties de silici.
- High-κ/Metal Gate (HKMG): ús continuat o millora de les piles HKMG per millorar el rendiment del transistor i minimitzar les fuites.

## Desenvolupament i cronologia
A partir del 2025, es preveu que els primers xips que utilitzen el procés d'1 nm es llançaran cap al 2027. S'espera que els principals fabricants de semiconductors, com TSMC, Samsung Electronics i Intel, siguin pioners en aquesta tecnologia. Aquestes empreses ja han estat treballant per superar els reptes d'escala, com ara l'augment de la densitat de potència, la dissipació de calor i la variabilitat en dimensions tan petites.

## Reptes i implicacions futures
La transició al node d'1 nm representa reptes importants per a la indústria dels semiconductors:
- Complexitat de fabricació: la producció de funcions a aquesta escala requereix un control precís i tècniques litogràfiques avançades, que augmenten els costos.
- Limitacions dels materials: el silici tradicional pot arribar als seus límits fonamentals, la qual cosa requereix l'exploració de materials alternatius.
- Viabilitat econòmica: el cost creixent de la investigació, el desenvolupament i la producció planteja preguntes sobre l'assequibilitat dels futurs nodes per a una adopció generalitzada.

Malgrat aquests reptes, s'espera que el procés d'1 nm tingui un paper crucial per habilitar noves aplicacions, com ara processadors avançats d'IA, tecnologies de comunicació 6G i dispositius IoT de nova generació. També obrirà el camí per a una major innovació en la indústria dels semiconductors, reforçant el seu paper central en el desenvolupament tecnològic global.

## Més enllà d'1 nm
A mesura que la tecnologia dels semiconductors s'acosta al node de procés d'1 nm, els investigadors estan explorant materials i estructures innovadores per continuar amb la miniaturització del dispositiu i la millora del rendiment. Un desenvolupament notable en aquest àmbit és la creació de transistors amb elèctrodes de porta que mesuren menys d'1 nanòmetre.

### Demostracions de recerca i tecnologia
El 2012 es va fabricar un transistor d'un sol àtom utilitzant un àtom de fòsfor unit a una superfície de silici (entre dos elèctrodes significativament més grans). Es podria dir que aquest transistor és un transistor de 180 pm (el radi de Van der Waals d'un àtom de fòsfor); tot i que el seu radi covalent lligat al silici és probablement més petit. Fer transistors més petits que això requerirà utilitzar elements amb radis atòmics més petits o utilitzar partícules subatòmiques, com electrons o protons, com a transistors funcionals.
El 2018, els investigadors de l'Institut Tecnològic de Karlsruhe van crear un transistor amb una porta d'un sol àtom que funcionava.
El juliol de 2024, un equip dirigit pel director JO Moon-Ho del Centre de Sòlids Quàntics de Van der Waals dins de l'Institut de Ciències Bàsiques (IBS) de Corea va aconseguir un gran avenç. Van desenvolupar un mètode per al creixement epitaxial de materials metàl·lics unidimensionals (1D) amb amplades inferiors a 1 nm sobre substrats de silici. Aquest procés es va utilitzar per construir una nova estructura per a circuits lògics de semiconductors bidimensionals (2D), utilitzant aquests metalls 1D com a elèctrodes de porta. Les implicacions d'aquest desenvolupament són importants. El full de ruta internacional per a dispositius i sistemes (IRDS) de l'IEEE projecta que la tecnologia de nodes de semiconductors pot arribar a uns 0,5 nm el 2037, amb longituds de porta de transistors d'aproximadament 12 nm. Tanmateix, l'equip d'investigació de l'IBS va demostrar que l'amplada del canal modulada pel camp elèctric de la porta MTB 1D podria ser tan petita com 3,9 nm, superant aquestes projeccions.